# 弥生町 (中野区)
弥生町（やよいちょう）は、東京都中野区の町名。現行行政地名は弥生町一丁目から弥生町六丁目。住居表示実施済み区域である。

## 地理
中野区の南部に位置する。町域東部は渋谷区本町と新宿区西新宿に接する。南部は概ね方南通りに接し、渋谷区本町と中野区南台と接する。北部は神田川と善福寺川に接し、中野区本町と杉並区和田に接している。なお善福寺川は町域内で神田川と合流している。西部は杉並区方南に接している。
町域内は主に住宅地として利用される。いわゆる木賃ベルト地帯の一角でもあり、マンションやアパートも多く、一人暮らしをしている若年層の住民も多い。弥生町には丸ノ内線の中野新橋駅と中野富士見町駅がある。なお、中野富士見町駅に隣接してある東京地下鉄の中野検車区も弥生町内にあたる。

### 地価
住宅地の地価は、2025年（令和7年）1月1日の公示地価によれば、弥生町1-35-13の地点で70万円/m2、弥生町4-10-6の地点で70万1000円/m2、弥生町5-9-26の地点で74万6000円/m2となっている。

## 歴史

### 地名の由来
地名の由来は、弥生時代の遺跡がいくつか見られることによっている。

### 旧町名と現町名との対比
1967年6月1日に住居表示が実施された。
- 弥生町一丁目 = 本郷通一丁目・向台町・栄町通一丁目の一部
- 弥生町二丁目 = 本郷通二丁目・本郷通三丁目
- 弥生町三丁目 = 神明町の一部・栄町通一丁目の一部・川島町の一部
- 弥生町四丁目 = 栄町通二丁目の一部・川島町の一部・神明町の一部
- 弥生町五丁目 = 富士見町・本郷通三丁目・広町の一部・栄町通二丁目の一部・栄町通三丁目の一部
- 弥生町六丁目 = 広町の一部・栄町通三丁目の一部

## 世帯数と人口
2023年（令和5年）1月1日現在（東京都発表）の世帯数と人口は以下の通りである。
| 丁目         | 世帯数     | 人口     |
| ------------ | ---------- | -------- |
| 弥生町一丁目 | 4,139世帯  | 6,261人  |
| 弥生町二丁目 | 3,559世帯  | 5,232人  |
| 弥生町三丁目 | 1,911世帯  | 2,937人  |
| 弥生町四丁目 | 2,032世帯  | 3,278人  |
| 弥生町五丁目 | 2,199世帯  | 3,581人  |
| 弥生町六丁目 | 1,006世帯  | 1,730人  |
| 計           | 14,846世帯 | 23,019人 |

### 人口の変遷
国勢調査による人口の推移。
| 年                 | 人口   |
| ------------------ | ------ |
| 1995年（平成7年）  | 22,418 |
| 2000年（平成12年） | 21,932 |
| 2005年（平成17年） | 21,765 |
| 2010年（平成22年） | 21,548 |
| 2015年（平成27年） | 22,562 |
| 2020年（令和2年）  | 24,073 |

### 世帯数の変遷
国勢調査による世帯数の推移。
| 年                 | 世帯数 |
| ------------------ | ------ |
| 1995年（平成7年）  | 10,891 |
| 2000年（平成12年） | 11,598 |
| 2005年（平成17年） | 12,164 |
| 2010年（平成22年） | 12,601 |
| 2015年（平成27年） | 13,574 |
| 2020年（令和2年）  | 14,899 |

## 学区
区立小・中学校に通う場合、学区は以下の通りとなる（2024年4月現在）。
| 丁目         | 番地                       | 小学校                 | 中学校               |
| ------------ | -------------------------- | ---------------------- | -------------------- |
| 弥生町一丁目 | 全域                       | 中野区立中野第一小学校 | 中野区立第二中学校   |
| 弥生町二丁目 | 1〜22番                    | 中野区立中野第一小学校 | 中野区立第二中学校   |
| 弥生町二丁目 | 23〜30番 41〜42番          | 中野区立中野本郷小学校 | 中野区立第二中学校   |
| 弥生町二丁目 | 31〜40番 43〜53番          | 中野区立みなみの小学校 | 中野区立南中野中学校 |
| 弥生町三丁目 | 全域                       | 中野区立みなみの小学校 | 中野区立南中野中学校 |
| 弥生町四丁目 | 全域                       | 中野区立みなみの小学校 | 中野区立南中野中学校 |
| 弥生町五丁目 | 1〜5番 6番20〜22号 8〜27番 | 中野区立みなみの小学校 | 中野区立南中野中学校 |
| 弥生町五丁目 | 6番1〜19号 6番23〜28号 7番 | 中野区立南台小学校     | 中野区立南中野中学校 |
| 弥生町六丁目 | 全域                       | 中野区立南台小学校     | 中野区立南中野中学校 |

## 交通

### 鉄道駅
いずれも、東京メトロ丸ノ内線の駅。
- 中野新橋駅
- 中野富士見町駅

### バス停留所
いずれも、京王バスの停留所。
- 弥生町一丁目 - 渋64系統（中野駅～渋谷駅）
- 花見橋 - 渋64系統入出庫便（中野駅・渋谷駅～中野車庫）
- 弥生町二丁目 - 中83系統（中野駅南口～南部高齢者会館）・渋64系統入出庫便
- 中野新橋駅 - 中83系統
- 中野車庫 - 渋63系統（中野駅～渋谷駅）・宿45系統（新宿駅西口～中野駅）・中71系統（中野駅～永福町）
- 富士高校 - 渋63系統・宿41系統・宿45系統
- 弥生町三丁目 - 宿32系統（新宿駅西口～佼成会聖堂前）・宿33系統（新宿駅西口～永福町）
- 東大附属 - 宿32系統・宿33系統
- 南台交差点 - 渋63系統・宿41系統・宿45系統・宿32系統・宿33系統
- 南台図書館 - 宿32系統・宿33系統　※宿32系統の佼成会聖堂前方面停留所・宿33系統の永福町方面停留所は南台三丁目に所在
- 栄橋 - 宿33系統・中83系統　※宿33系統の永福町方面停留所は南台三丁目に所在
- 広町住宅 - 宿33系統・中83系統（中野駅南口～南部高齢者会館）　※宿33系統の永福町方面停留所は南台五丁目に所在

### 道路
- 東京都道317号環状六号線（山手通り）
- 東京都道420号鮫洲大山線（中野通り）
- 方南通り
- 首都高速中央環状線 - 山手通りの地下を通る。

## 事業所
2021年（令和3年）現在の経済センサス調査による事業所数と従業員数は以下の通りである。
| 丁目         | 事業所数  | 従業員数 |
| ------------ | --------- | -------- |
| 弥生町一丁目 | 171事業所 | 1,293人  |
| 弥生町二丁目 | 269事業所 | 2,334人  |
| 弥生町三丁目 | 152事業所 | 713人    |
| 弥生町四丁目 | 140事業所 | 766人    |
| 弥生町五丁目 | 139事業所 | 1,679人  |
| 弥生町六丁目 | 34事業所  | 262人    |
| 計           | 905事業所 | 7,047人  |

### 事業者数の変遷
経済センサスによる事業所数の推移。
| 年                 | 事業者数 |
| ------------------ | -------- |
| 2016年（平成28年） | 929      |
| 2021年（令和3年）  | 905      |

### 従業員数の変遷
経済センサスによる従業員数の推移。
| 年                 | 従業員数 |
| ------------------ | -------- |
| 2016年（平成28年） | 6,977    |
| 2021年（令和3年）  | 7,047    |

## 施設

### 一丁目
- たから第六天
- Curve6（カーブシックス） - 山手通り（環状6号線）沿いにある賃貸マンション。
- 首都高速中央環状線・本町換気所 - 山手トンネルの換気塔がある。南側が渋谷区本町、北側が弥生町にある。
- 中野弥生郵便局
- 京都伏見稲荷大社東京静思支部
- 中野区弥生区民活動センター
- 中野区立弥生児童館
- 東京工芸大学中野キャンパス3号館　※本部は本町二丁目に所在
- 専門学校東京アナウンス学院
- 宮園自動車中野営業所
- 向台子育地蔵尊

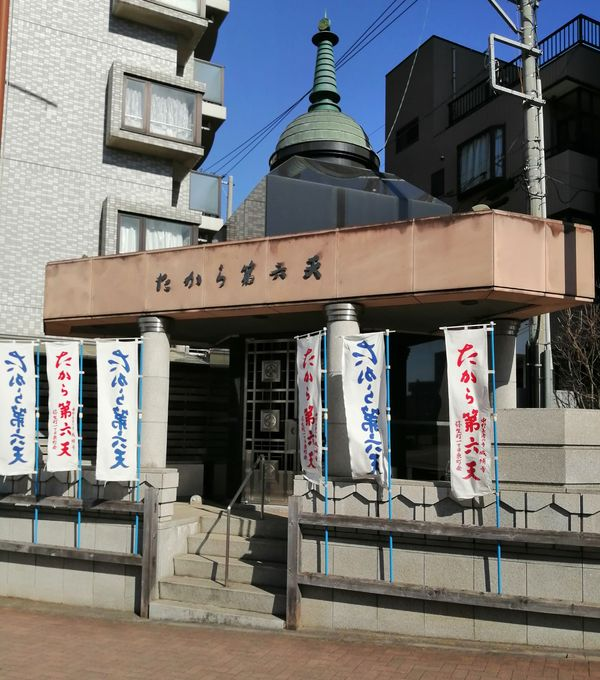
たから第六天
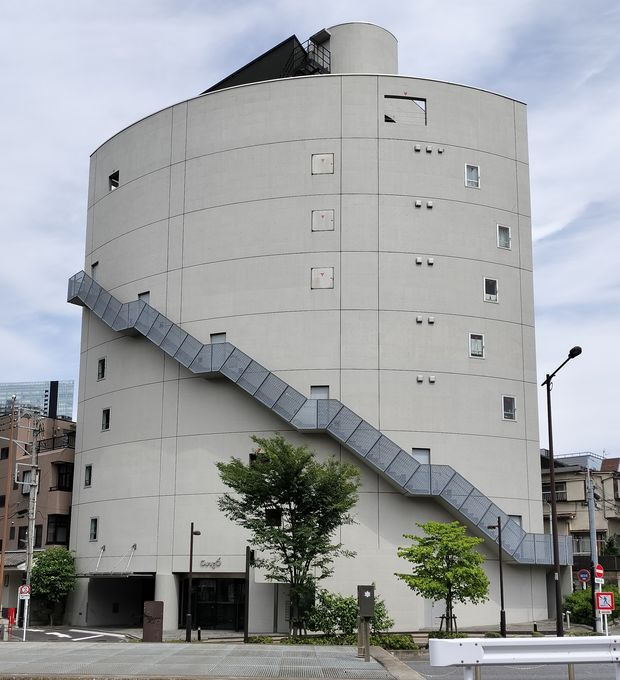
Curve6
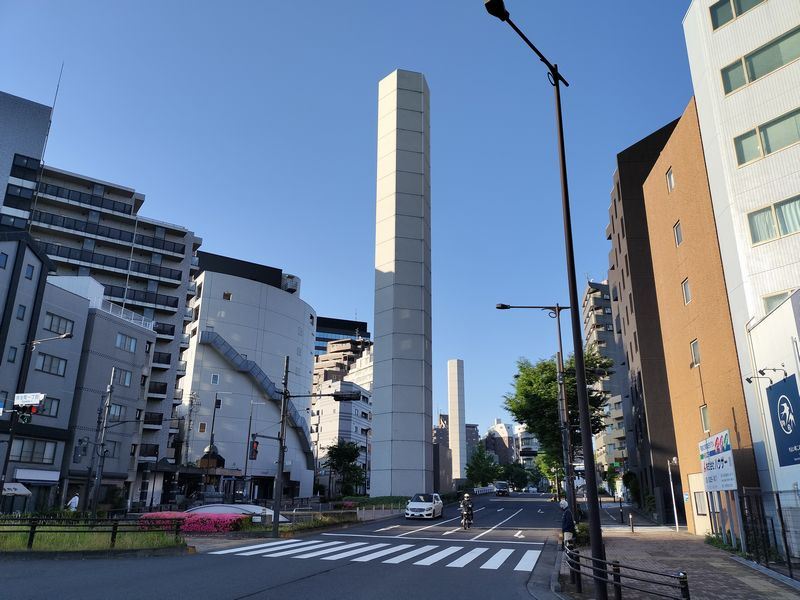
本町換気所
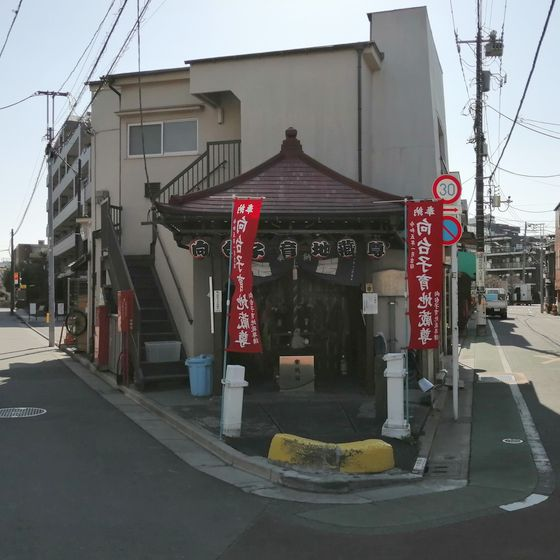
向台子育地蔵尊（右へ進むと川島商店街、左へ進むと方南通りへ至る）

### 二丁目

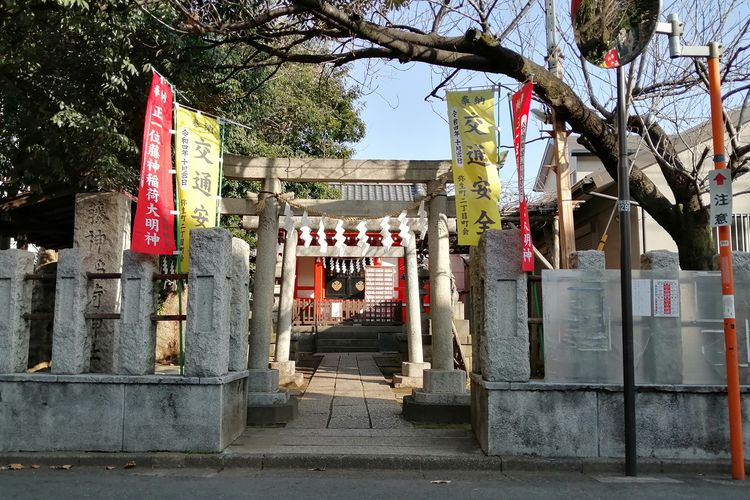
藤神稲荷神社

- 京王バス中野営業所
- マルエツ中野新橋店
- コナミスポーツクラブ中野富士見町
- スーパーつかさ
- モスバーガー中野富士見町店
- 中野区立中野保育園
- 中野区立本郷保育園
- 藤神稲荷神社
- 本砂寺

- 藤神稲荷神社

### 三丁目
- 川島町遺跡
- オリンピック中野弥生町店

### 四丁目
- 西京信用金庫南中野支店
- 中野区立南中野児童館
- こまどり幼稚園
- 正蔵院

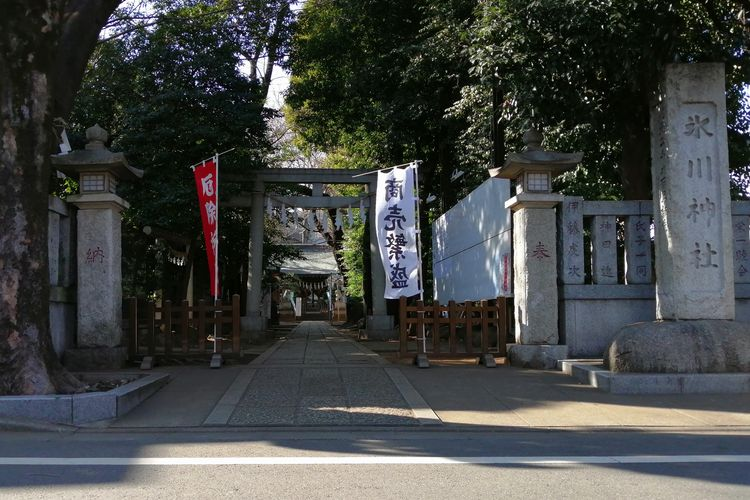
神明氷川神社
- ジョナサン中野弥生町店
- エネオス中野通りSS
- 金吾堂製菓

- 神明氷川神社

### 五丁目
- 警視庁中野警察署南台交番
- 中野区立弥生保育園
- 中野区南中野区民活動センター
- みなみらいず（中野区の複合施設）
  - 南部すこやか福祉センター
  - 南中野地域事務所
  - 南部スポーツ・コミュニティプラザ
  - 南中野地域包括支援センター
- 個人タクシー会館
- 日本ヴォーグ社 本社
- 東京地下鉄中野検車区
- 東京都立富士高等学校・附属中学校
- 京王バス中野営業所　※一部は立正佼成会附属佼成病院の跡地

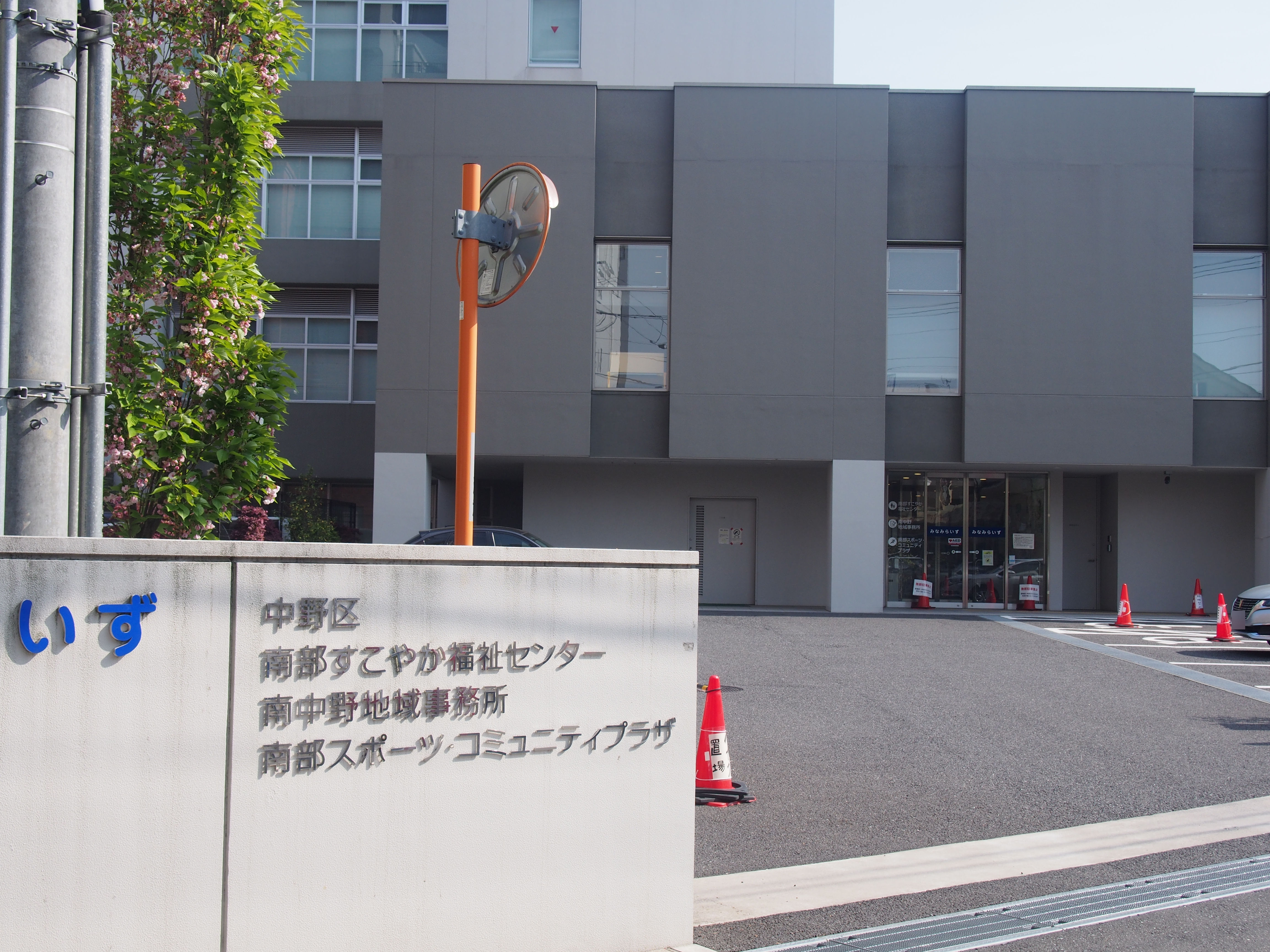
みなみらいず

### 六丁目
- コーシャハイム中野弥生町
- 南中野ゴルフセンター

## ギャラリー

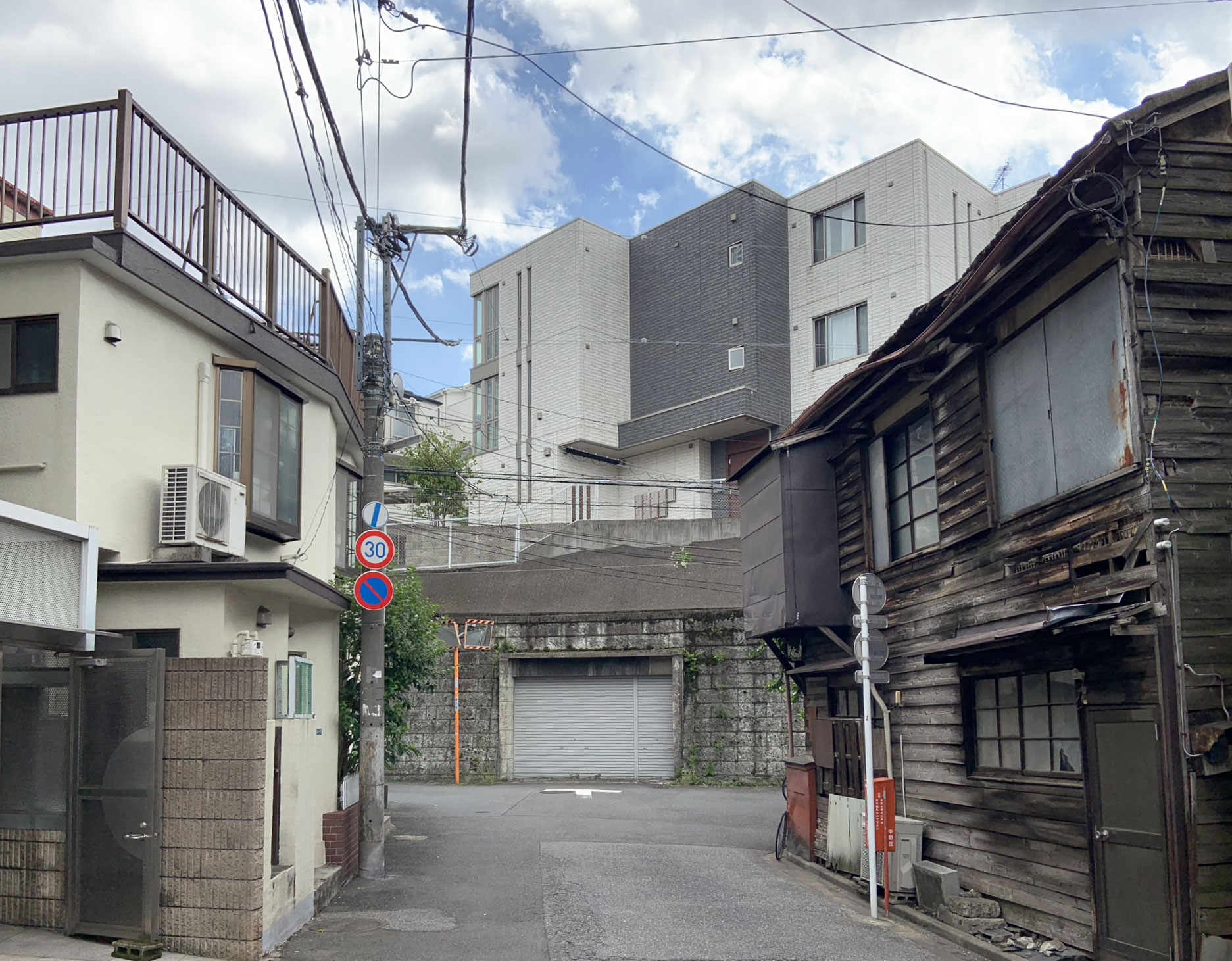
3区境（右が中野区弥生町1丁目、左が新宿区西新宿5丁目、奥が渋谷区本町3丁目）
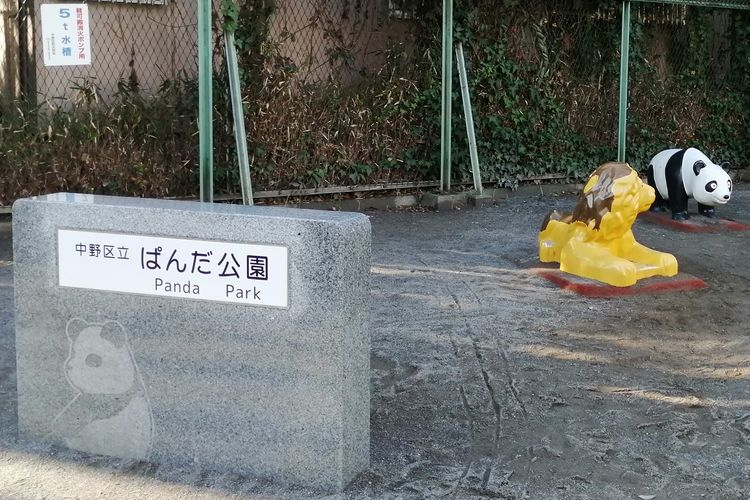
ぱんだ公園（弥生町3丁目）

## その他

### 日本郵便
- 郵便番号 : 164-0013[3]（集配局 : 中野郵便局[15]）。